# Oslon
Oslon és un municipi francès, situat al departament de Saona i Loira i a la regió de Borgonya - Franc Comtat. L'any 2007 tenia 1.260 habitants.

## Demografia

### Població
El 2007 la població de fet d'Oslon era de 1.260 persones. Hi havia 445 famílies, de les quals 75 eren unipersonals (20 homes vivint sols i 55 dones vivint soles), 148 parelles sense fills, 199 parelles amb fills i 23 famílies monoparentals amb fills.
La població ha evolucionat segons el següent gràfic:
Habitants censats

### Habitatges
El 2007 hi havia 467 habitatges, 444 eren l'habitatge principal de la família, 5 eren segones residències i 18 estaven desocupats. 461 eren cases i 5 eren apartaments. Dels 444 habitatges principals, 396 estaven ocupats pels seus propietaris, 42 estaven llogats i ocupats pels llogaters i 6 estaven cedits a títol gratuït; 1 tenia una cambra, 9 en tenien dues, 35 en tenien tres, 139 en tenien quatre i 261 en tenien cinc o més. 375 habitatges disposaven pel capbaix d'una plaça de pàrquing. A 146 habitatges hi havia un automòbil i a 279 n'hi havia dos o més.

### Piràmide de població
La piràmide de població per edats i sexe el 2009 era:
| Homes | Edats   | Dones |
| ----- | ------- | ----- |
| 0     | 95 o +  | 0     |
| 0     | 90 a 94 | 0     |
| 4     | 85 a 89 | 0     |
| 4     | 80 a 84 | 8     |
| 20    | 75 a 79 | 20    |
| 12    | 70 a 74 | 24    |
| 16    | 65 a 69 | 20    |
| 28    | 60 a 64 | 16    |
| 20    | 55 a 59 | 20    |
| 36    | 50 a 54 | 48    |
| 36    | 45 a 49 | 36    |
| 48    | 40 a 44 | 28    |
| 56    | 35 a 39 | 72    |
| 20    | 30 a 34 | 36    |
| 28    | 25 a 29 | 20    |
| 8     | 20 a 24 | 12    |
| 24    | 15 a 19 | 40    |
| 44    | 10 a 14 | 60    |
| 48    | 5 a 9   | 32    |
| 20    | 0 a 4   | 20    |

## Economia
El 2007 la població en edat de treballar era de 820 persones, 589 eren actives i 231 eren inactives. De les 589 persones actives 555 estaven ocupades (285 homes i 270 dones) i 34 estaven aturades (15 homes i 19 dones). De les 231 persones inactives 72 estaven jubilades, 80 estaven estudiant i 79 estaven classificades com a «altres inactius».

### Ingressos
El 2009 a Oslon hi havia 465 unitats fiscals que integraven 1.299,5 persones, la mediana anual d'ingressos fiscals per persona era de 18.315 €.

### Activitats econòmiques
Dels 21 establiments que hi havia el 2007, 1 era d'una empresa alimentària, 7 d'empreses de construcció, 2 d'empreses de comerç i reparació d'automòbils, 1 d'una empresa de transport, 4 d'empreses d'hostatgeria i restauració, 2 d'empreses immobiliàries, 3 d'empreses de serveis i 1 d'una empresa classificada com a «altres activitats de serveis».
Dels 11 establiments de servei als particulars que hi havia el 2009, 1 era un taller de reparació d'automòbils i de material agrícola, 2 paletes, 1 guixaire pintor, 4 electricistes, 2 restaurants i 1 agència immobiliària.
L'únic establiment comercial que hi havia el 2009 era una fleca.
L'any 2000 a Oslon hi havia 8 explotacions agrícoles.

## Equipaments sanitaris i escolars
El 2009 hi havia 1 escola maternal i 1 escola elemental.

## Poblacions més properes
El següent diagrama mostra les poblacions més properes.